# Вилар-де-Феррейруш
Вилар-де-Феррейруш (порт. Vilar de Ferreiros)  —  населённый пункт и район в Португалии,  входит в округ Вила-Реал. Является составной частью муниципалитета  Мондин-де-Башту. По старому административному делению входил в провинцию Траз-уж-Монтиш и Алту-Дору. Входит в экономико-статистический  субрегион Тамега, который входит в Северный регион. Население составляет 1373 человека на 2001 год. Занимает площадь 16,15 км².